# TX
TX is een historisch Duits motorfietsmerk.
TX-motorfietsen werden gemaakt bij Westendarp & Pieper GmbH, Berlin W 66, Mauerstraße 86-88 van 1922 tot 1926.
Behalve taximeterklokken maakte deze firma ook motorfietsen met Bekamo-tweetakt-dubbelzuigermotoren van 132 en 123 cc. Racemodellen werden voorzien van waterkoeling. Chefconstructeur en racer Kurt Pohle maakte interessante frames die ook door Bekamo zelf werden gebruikt. In de jaren vijftig bouwde de firma Westendarp & Pieper bromfietsjes onder de naam AMO.